# جامعة هاواي في هيلو

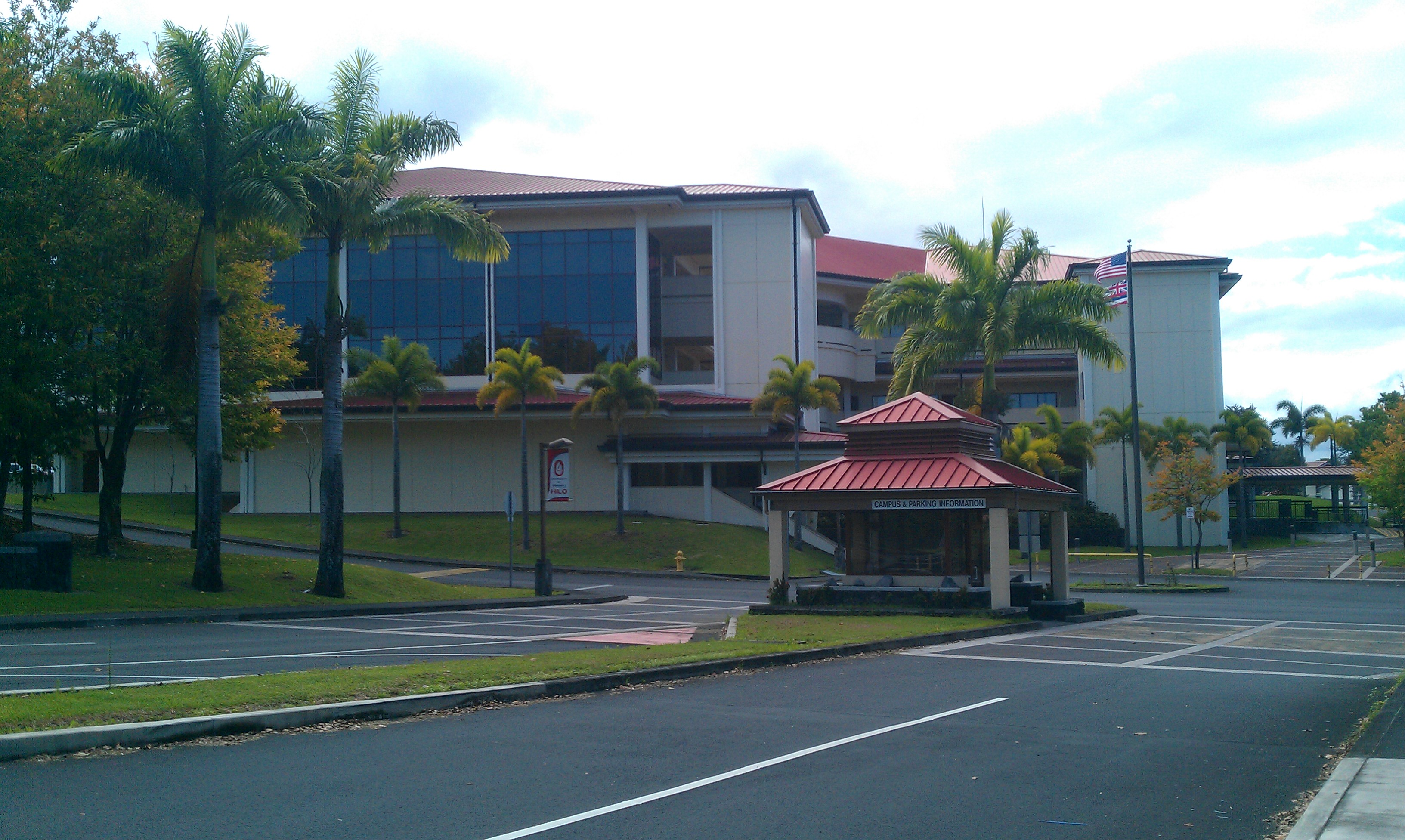
جامعة هاواي في هيلو

جامعة هاواي في هيلو هي جامعة عامة في هيلو. إنَّها واحدة من الجامعات العامة عشرة من جامعة هاواي الإدخال. تم تأسيسها كمركز هيلو في قاعة ليمان بمدرسة هيلو بويز في عام 1945. في عام 1970 أعيد تنظيم المؤسّسة من قبل هيئة ولاية هاواي التشريعية. تم اعتماد الجامعة من قبل الرابطة الغربية للمدارس والكليات منذ عام 1976. تقدم ثلاثة وثلاثين برنامجًا جامعيًا وثلاثة برامج دراسات عليا ولديها حوالي 3000 طالب، معظم الطلاب هم من سكان هاواي وهناك العديد من الطلاب الدوليين.

## التاريخ
على الرغم من تقديم دورات ما بعد المدرسة الثانوية غير المعتمدة في هيلو في وقت مبكر من عام 1945، في إطار خدمات تعليم الكبار بجامعة هاواي (في مانوا)، فقد تم إنشاء الجامعة كمركز هيلو في قاعة ليمان من مدرسة هيلو بويز (بالإنجليزية: Hilo Boys)‏. بعد محاولة إغلاق المدرسة في عام 1951 من قبل الحاكم أورين إي لونج، قاد سكان الجزيرة الكبيرة والمشرعون المحليون وجمعية خريجي جامعة هاواي جهودًا لإنقاذ كليتها الوحيدة لتأسيس جامعة هاواي فرع هيلو كاثنين: العام في الحرم الجامعي.
في عام 1955، انتقل الفرع إلى موقعه الحالي على قطعة أرض مساحتها ثلاثون فدانًا مع هيئة تدريس موسعة لدعم عدد الطلاب المتزايد. في عام 1964، أصدر رئيس جامعة هاواي توماس هاميلتون دراسة جدوى حول إنشاء نظام على مستوى الولاية لكليات المجتمع تعمل كجزء من الجامعة. وأوصت الدراسة بأن يقوم فرع هيلو ومدرسة هاواي الفنية بإنشاء كلية مجتمع بحلو. ومع ذلك، نظرًا لمقاومة مشرعي الجزيرة الكبيرة، أصبحت مدرسة هاواي الفنية كلية مجتمع هاواي بإشراف من وزارة التعليم في هاواي. ومع ذلك، ستشترك كل من كلية مجتمع هاواي وفرع هيلو في نفس المرافق حتى عام 1984.
في عام 1970، قاد هارلان كليفلاند، رئيس جامعة هاواي، جهودًا لإعادة تنظيم فرع هيلو عن طريق إعادة تسمية الحرم الجامعي إلى كلية هيلو ودمجه مع كلية مجتمع هاواي. كانت تُعرف مجتمعة باسم جامعة هاواي في هيلو مع بول ميوا كأول مستشار لها. وسط خطّة فاشلة لإنشاء نظام جديد للكلية الحكومية، والتي ستكون جامعة هاواي في هيلو. تمَّ فصل كلية مجتمع هاواي عن الجامعة في عام 1990. في التسعينيات، كان الفرع السابق لجامعة هاواي (في مانوا) يركز على الفنون الحرة والتعليم والزراعة والبرامج المهنية.

## أكاديميون
الجامعة متخصصة في علوم البحار وعلم البراكين وعلم الفلك ودراسات هاواي. كان برنامج الماجستير في الآداب في لغة هاواي وآدابها أول برنامج في الولايات المتحدة يركز على لغة السكان الأصليين.

### الكليات
- كلية الزراعة والغابات وإدارة الموارد الطبيعية
- كلية الآداب والعلوم
- كلية الإدارة والاقتصاد
- كا هاكا أولا أو كيليكولاني، كلية لغة هاواي
- كلية الصيدلة دانيال ك. إينوي
- كلية العلوم الطبيعية والصحية

### الجامعية
تقدم جامعة هاواي في هيلو درجات البكالوريوس ودرجات أخرى بالإضافة إلى الشهادات. يمكن للطلاب أيضًا اختيار بعض البرامج.

## ألعاب القوى

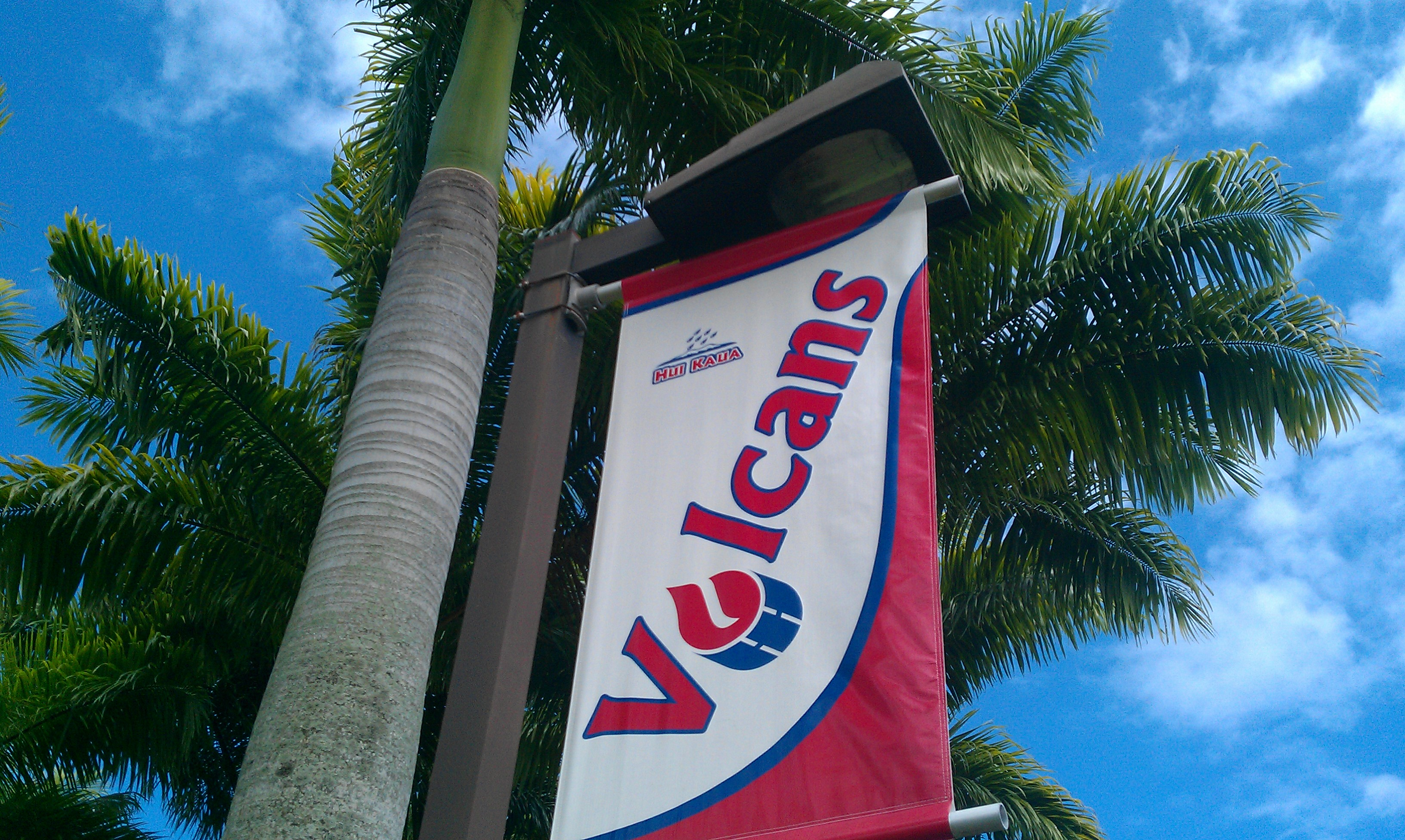
راية Vulcans

حتى عام 1994، كانت جامعة هاواي في هيلو تنتمي إلى الرابطة الوطنية لألعاب القوى بين الكليات. منذ عام 1992، كان عضوا في الرابطة الوطنية لألعاب القوى القسم الثاني مؤتمر غرب المحيط الهادئ. تضم فرقًا في البيسبول وكرة السلة وعبر الضاحية والجولف وكرة القدم والكرة اللينة والتنس والكرة الطائرة. لقب الفرق الرياضية هو فولكانز.

## المستشارون
- بوني دي إروين (2019 إلى الوقت الحاضر)
- مارسيا ساكاي (مؤقت 2017-2019)
- دونالد أو ستراني (2010-2017)
- روز تسنغ (1998-2010)
- كينيث بيرين (1993-1997)
- إدوارد ج. كورموندي (1986-1993)
- إدوين موكيني (1975-1978)
- بول ميوا (1970–؟)

## حجّة الانفصال
كانت هناك حركة متنامية طوال العقد الماضي  لفصل حرم حلو من جامعة هاواي الإدخال، وخلق «جامعة ولاية هاواي». يجادل مؤيدو الفصل بأن حرم هيلو المتنامي «تم اختزاله» من قبل الحرم الجامعي الشقيق في مانوا وأن الاستقلال عن النظام سيسمح للكلية بالنمو بشكل أسرع وخدمة المجتمع بشكل أفضل وجذب المزيد من الأموال من مصادر مستقلة. يجادل المعارضون بأن الدولة صغيرة جدًا بالنسبة للأنظمة الجامعية المتنافسة وأن التقسيمات المالية بين ماناو وهيلو عادلة، بالنظر إلى أن ماناو يركز على البحث وأن هيلو يركز على التدريس. وهناك أيضا مخاوف من أن هذه الحركة سوف يضر العلاقات بين الحرم الجامعي حلو وبقية جامعة هاواي الإدخال. وقدَّم مشروع قانون في دورة عام 2005 من مجلس النواب في هاواي التشريعية الدولة إلى مشروع قانون لالعرضية حرم جامعة ولاية هاواي. تمت الموافقة على مشروع القانون من قبل لجنة التعليم العالي في مجلس النواب ولكن لم يتم التخطيط لجلسة استماع بشأن مشروع القانون من قبل اللجنة المالية بمجلس النواب، مما أدى إلى القضاء عليه فعليًا.

## النقاط المهمة في جامعة هاواي في هيلو

### جامعة بارك
- مركز إميلوا للفلك
- كلية الزراعة الاستوائية والموارد البشرية
- حوض المحيط الهادي التابع لوزارة الزراعة الأمريكية - مركز البحوث الزراعية
- معهد هيلو لعلم الفلك
- كلية الصيدلة دانيال كي إنووي - سابقًا جي إم لونغ بافيُّون
- مرصد شرق آسيا، ويمتلك منشأة مركز الفلك المشترك القديم

### الحرم الرئيسي
- مبنى الفصول الجامعية (UCB)
- مبنى العلوم البحرية (MSB)
- مبنى العلوم والتكنولوجيا (STB)
- إديث كاناكا هول (EKH)
- قاعة وينتورث
- مركز الحرم الجامعي
- مركز الحياة الطلابية والمسبح
- مكتبة إدوين موكيني وميديا سنتر
- مبنى خدمات الطلاب جامعة هاواي في هيلو
- جامعة هاواي في هيلو نيو جيمنازيوم
- مركز هيلو بيرفورمينغ آرتس[23]

## الخريجين
- جون هيل، الشيف التنفيذي السابق للبيت الأبيض
- هاري كيم، عمدة مقاطعة هاواي
- أنتوني ليون، فنان مختلط محترف
- سارة بالين، حاكم ألاسكا السابق
- تاريسي فونيديلو، عالم آثار وقيم فيجي من فيجي

## روابط خارجية
- الموقع الرسمي
- موقع ويب هاواي - هيلو لألعاب القوى